# Hibneryt
Hibneryt – polski samobieżny zestaw przeciwlotniczy złożony z ciężarówki Star 266 oraz zamontowanej na nim podwójnie sprzężonej armaty przeciwlotniczej ZU-23-2. Podobne zestawienie powstaje też w Jemenie, gdzie też montuje się działo ZU-23-2 na ciężarówce Star 266

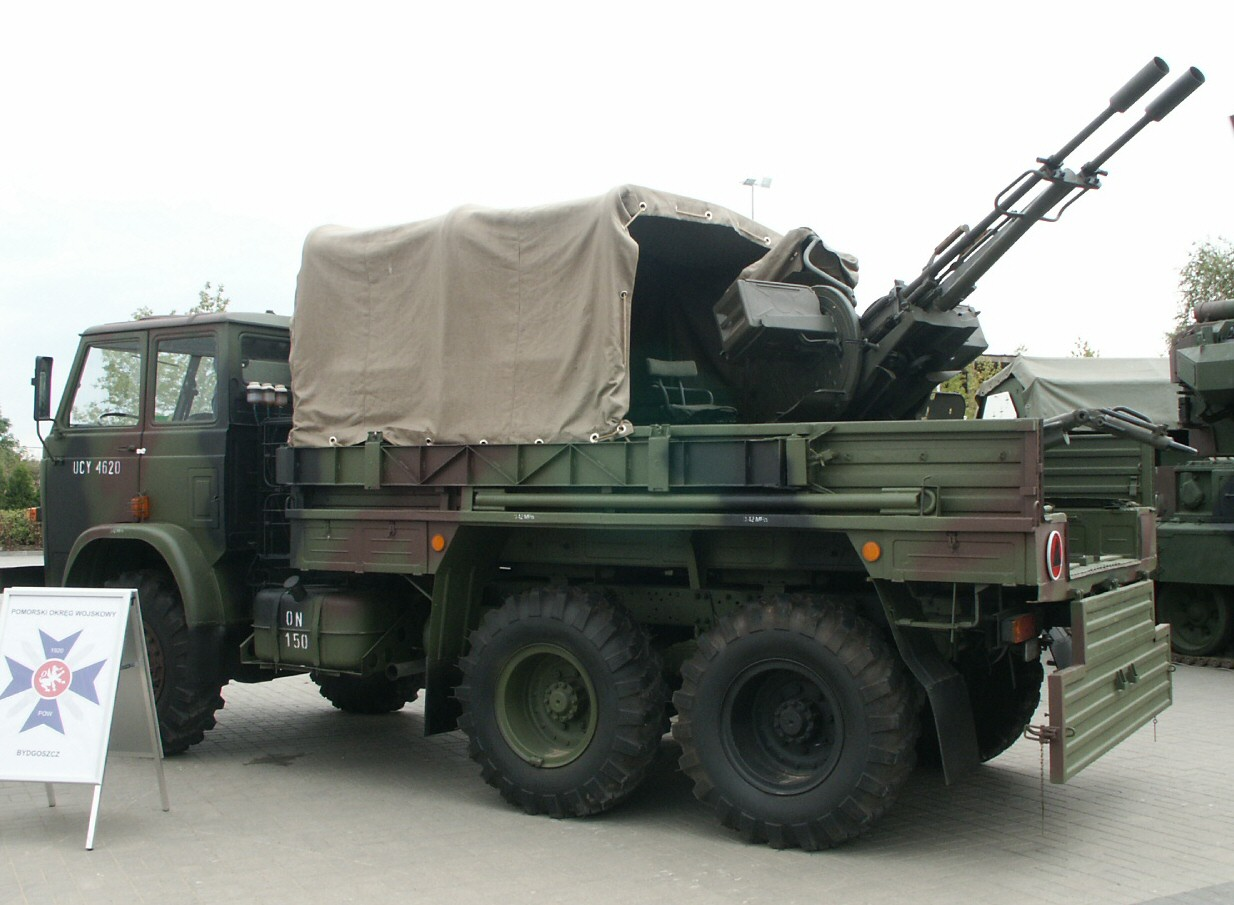
Hibneryt

Oryginalne pojazdy Hibneryt powstały w latach 80. XX wieku przez proste posadowienie armaty ZU-23-2 na oryginalnej podstawie na specjalnie przystosowanej skrzyni ciężarówki terenowej Star 266. Kierowca ani obsada armaty nie dysponowali jakąkolwiek ochroną.
Opracowano kilka modernizacji tego systemu. Pierwsza oznaczona jako Hibneryt-KG obejmowała zastosowanie zamiast zwykłej armaty ZU-23-2 jej polskiej modyfikacji ZUR-23-2KG Jodek, gdzie możliwości armaty powiększone są zastosowaniem rakiet Grom. Ponadto zmodernizowane pojazdy wyposażono w magazyn do przewożenia zapasu rakiet Grom i agregat do ładowania akumulatorów.

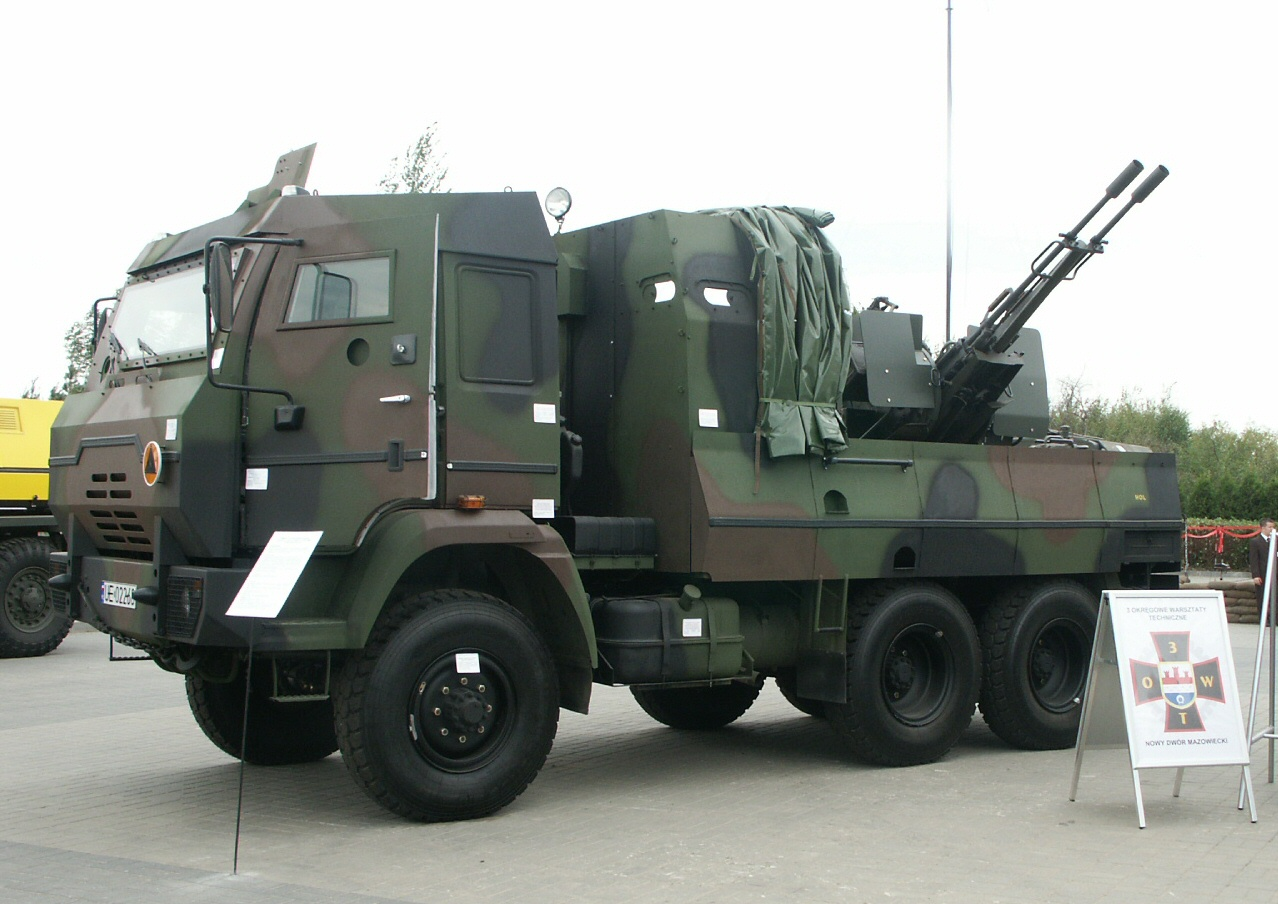
Hibneryt-P

Druga modyfikacja powstała w roku 2007 w wyniku doświadczeń misyjnych i została zaprezentowana na targach MSPO. Modernizacja obejmowała montaż opancerzenia i została opracowana przez 3. Okręgowe Warsztaty Techniczne z Nowego Dworu Mazowieckiego. Autorem projektu był kpt. Piotr Lasek. Opancerzono całą kabinę, nadbudówkę dla obsady i burty, a działko otrzymało fabryczne tarcze pancerne grubości 6 mm.  Opancerzenie ma zapewniać poziom ochrony I wg STANAG 4569, zabezpieczając przed zwykłymi pociskami karabinowymi. Prosta nadbudówka dla obsady jest otwarta od tyłu, wykonana z blach pancernych grubości 4 mm i ma odsuwane luki po bokach. Tak zmodernizowane pojazdy, na podwoziu Star 266M, oznaczono jako Hibneryt-P. Zlecono w 2006 roku opancerzenie 8 pojazdów.
Na podstawie pojazdu Hibneryt-P opracowano w 3. OWT jego udoskonaloną wersję oznaczoną jako Hibneryt-3, zaprezentowaną w 2010 roku.  Zapewnia ona jeszcze większy poziom ochrony załogi przed ostrzałem i wybuchami min, a także posiada większe kąty ostrzału armaty, przesuniętej bardziej do tyłu. Między innymi, stalową skrzynię z zewnętrznym opancerzeniem zamieniono na skrzynię wykonaną od razu ze stali pancernej, z pochylonymi dolnymi częściami burt i dnem ukształtowanym w formie V dla lepszej odporności na wybuchy. Zwiększono komfort i ochronę obsady działa, stosując zamkniętą nadbudówkę, wykonaną z grubszej blachy pancernej, zaopatrzoną w drzwi boczne po lewej stronie i okna pancerne oraz dwuskrzydłowe drzwi od tyłu, zapewniające po otwarciu dodatkową osłonę. Nadbudówka ma trzy składane fotele, system ogrzewania i wentylacji i przylega do kabiny kierowcy dzięki usunięciu zza kabiny koła zapasowego i umieszczenia go poziomo pod platformą. Dla oszczędności masy zrezygnowano z podstawy działka, montowanego bezpośrednio na skrzyni. Schowki w podłodze skrzyni mieszczą osiem skrzynek na amunicję i cztery zapasowe lufy. Ulepszeniu uległo także opancerzenie kabiny kierowcy oraz szereg podzespołów ciężarówki bazowej.
Analogicznej konstrukcji wozy bez uzbrojenia zostały zamówione w 2009 roku przez Szefostwo Wojsk Obrony Przeciwlotniczej Wojsk Lądowych dla przewożenia operatorów zestawów przeciwlotniczych Grom.
Na początku lat 20. XXI wieku część podwozi zestawów Hibneryt zmodernizowano do standardu Star 266M2.

## Zastosowanie

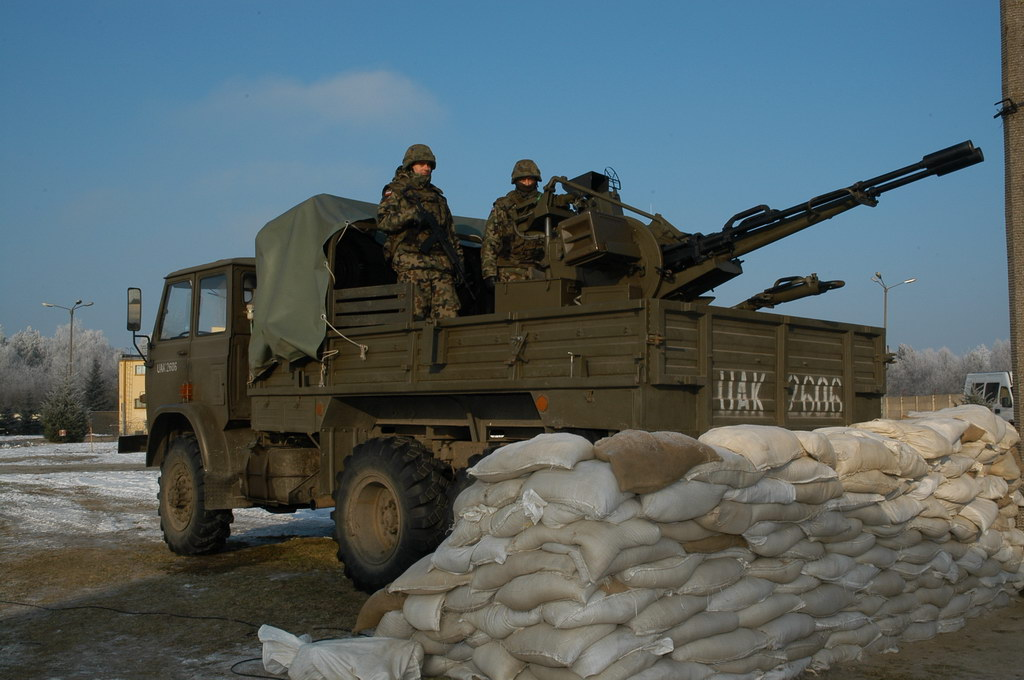
Hibneryt podczas ćwiczeń Eufrat VI na poligonie drawskim, 16 stycznia 2006

Na początku 2005 roku cztery zestawy Hibneryt zostały skierowane do Polskiego Kontyngentu Wojskowego w Iraku, gdzie służyły do ochrony konwojów (już w poprzednim roku używano tam działek ZU-23-2 prowizorycznie ustawionych na ciężarówkach). W toku służby otrzymały fabryczne tarcze pancerne dla działek i prowizoryczne osłony dla obsady.
W 2007 roku zdecydowano skierować opancerzony wariant Hibneryt-P do Polskiego Kontyngentu Wojskowego w Afganistanie.